# Europejska Deklaracja w Sprawie Transportu Rowerowego
Europejską Deklarację w Sprawie Transportu Rowerowego — ang. European Declaration on Cycling, tłumaczona też jako Europejska Deklaracja Rowerowa — dokument proklamowany przez Parlament Europejski, Radę i Komisję Europejską, podpisany przez 27 ministrów transportów krajów Unii Europejskiej i opublikowany w Dzienniku Urzędowym Unii Europejskiej 3 kwietnia 2024, Deklaracja ta uznaje jazdę na rowerze jako jedną z najbardziej zrównoważonych, dostępnych, niskokosztowych i zdrowych form transportu i rekreacji, a także uznaje jej kluczowe znaczenie dla europejskiego społeczeństwa i gospodarki. Deklaracja podkreśla, że transport rowerowy odgrywa coraz ważniejszą rolę w miejskim transporcie towarów, zwłaszcza dostaw paczek i zakupów, dzięki rowerom cargo i podobnym. Deklaracja obejmuje swym zakresem szeroki zakres pojazdów drogowych napędzanych siłą ludzkich mięśni, w tym rowery o różnych przeznaczeniach, rowery cargo, rowery do przewozu dzieci, rowery dla osób niepełnosprawnych, trójkołowce, rowery poziome, velomobile, tandemy, rowery elektryczne, przyczepki rowerowe i podkreśla, że aby wykorzystać potencjał jazdy na rowerze, polityka rowerowa powinna odzwierciedlać tę różnorodność. Jazda na rowerze poprawia społeczną integrację, przyczynia się do fizycznego i psychicznego zdrowia i dobrego samopoczucia ludzi, daje duże możliwości w zakresie dekarbonizacji transportu miejskiego i przyczynia się do realizacji ogólnounijnego celu, jakim jest ograniczenie emisji gazów cieplarnianych netto o co najmniej 55% do 2030 r. w porównaniu z 1990 r. oraz osiągnięcie neutralności klimatycznej do 2050 r.
Deklaracja ta została przyjęta jako kompas dla istniejących i przyszłych polityk i inicjatyw związanych z rowerami:  4 października 2023 europejska Komisarz Transportu, Adina Vălean, podczas spotkania w Sewilli, oświadczyła, że Deklaracja ma służyć jako „strategiczny drogowskaz dla istniejących i przyszłych polityk mających na celu uwolnienie pełni potencjału ruchu rowerowego w Unii Europejskiej.”
Deklaracja stanowi realizację zobowiązania złożonego wcześniej przez byłego Wiceprzewodniczącego Wykonawczego Komisji Europejskiej, Fransa Timmermansa, podczas Szczytu CIE, a także jest następstwem Rezolucji Parlamentu Europejskiego z 16 lutego 2023 roku oraz zainicjowanej przez Belgię Deklaracji Państw Członkowskich podpisanej przez większość krajów Unii Europejskiej. Rezolucja z dnia 16 lutego 2023 w sprawie opracowania europejskiej strategii w zakresie transportu rowerowego, zobowiązała Komisję Europejską do działań na rzecz podwojenia liczby kilometrów przejechanych rowerami w Europie do 2030 r. Co oznacza, że celem jest 312 miliardów kilometrów na rowerze rocznie, czyli dwukrotnie więcej, niż wynik uzyskany w badaniu Komisji z 2017 r. Przyjmując, że kraje Unii Europejskiej zamieszkuje blisko 448 milionów ludzi, średni dystans przypadający na każdego Europejczyka wynosi ok. 697 kilometrów rocznie, czyli 58 km miesięcznie. Deklaracja, najbardziej ambitna z dotychczasowych inicjatyw Komisji dotyczących branży rowerowej, wynosi ruch rowerowy do rangi strategicznego priorytetu oraz uznaje jego potencjał do generowania wielkich korzyści dla Europy. Zapisano w niej: „Niniejsza Deklaracja uznaje ruch rowerowy za jedną z najbardziej zrównoważonych, dostępnych, inkluzywnych, niskokosztowych oraz prozdrowotnych form transportu i rekreacji, a także jego kluczowe znaczenie dla europejskiego społeczeństwa i gospodarki.”
By zrealizować te cele, dokument opisuje osiem zasad i trzydzieści sześć zobowiązań mających na celu ożywienie ruchu rowerowego i wsparcie realizacji celów klimatycznych oraz założeń Europejskiego Zielonego Ładu, w których wspomina między innymi o:. 
- budowie velostrad, nie tylko łączących ze sobą miasta - ale także stanowiących dogodne drogi rowerowe codziennego użytku dla mieszkańców obszarów wiejskich,
- przemyśle rowerowym jako ważnym sektorze gospodarki, w tym także o zwolnieniu sprzedaży jednośladów z podatku VAT,
- turystyce rowerowej jako elemencie sustensywnej turystyki,
- poprawie bezpieczeństwa i ochrony rowerowych uczestników ruchu,
- drogach rowerowych dobrze skomunikowanych z transportem publicznym.
- uwzględnieniu transportu rowerowego w strategiach na rzecz mobilności na wszystkich poziomach zarządzania, finansowania i planowania transportu.